# Ziziphus jujubas

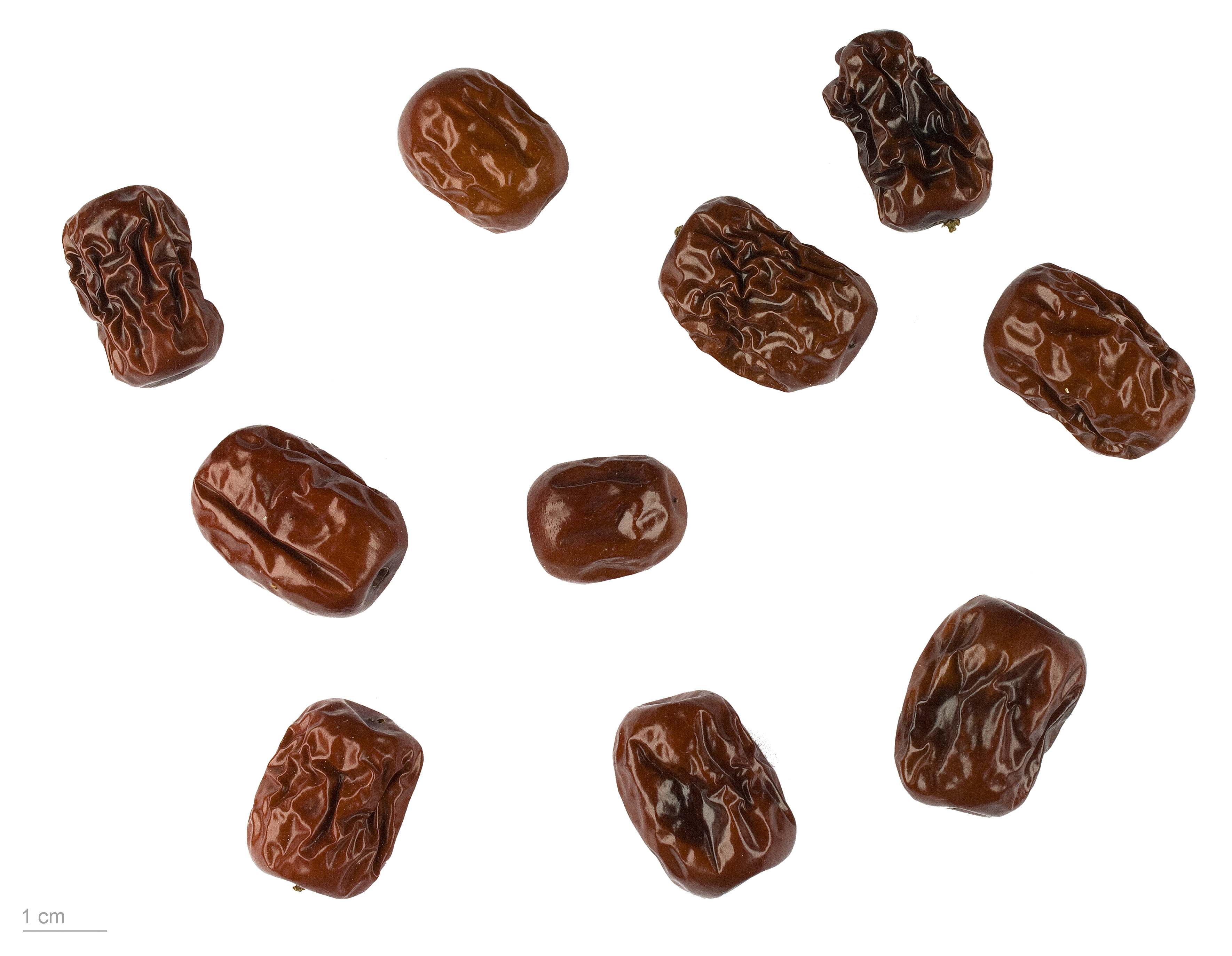
Ziziphus zizyphus - MHNT

A Ziziphus jujubas  (sinónimo taxonómico Ziziphus zizyphus), comummente conhecida como jujubeira, é uma planta da família das Ramnáceas. 

## Nomes comuns
Além de «jujubeira», dá ainda pelos seguintes nomes comuns: jujuba, macieira-da-índia, açofeifeira ou açofeifa (não confundir com as outras espécies do género Ziziphus, que consigo partilham este nome comum).
Aos  pequenos frutos comestíveis, vermelhos por fora e amarelos por dentro, desta espécie, dão-se os seguintes nomes comuns: jujuba, maçã-da-índia e açofeifa. 

### Etimologia
Do que toca aos nomes científicos:
- O nome genérico,Ziziphus[9], provém do neolatim, tratando-se de uma adaptação do étimo clássico grego ζίζυφον (zizyphón)[10], que, por seu turno o proveio do persa زایزافون. [11]
- O epíteto específico, jujubas, provindo do étimo latino medieval jujuba[11], por influência do grego clássico ζίζυφον (zizyphón).[10]

Do que toca aos nomes comuns «açofeifa» e «açofeifeira», estes provêm do étimo árabe az-zufaizfâ, que, por seu turno, terá provindo do étimo grego ζίζυφον  (zízyphon).
O nome comum «jujuba», trata-se de um galicismo, provindo do étimo francês «jujube», provindo do étimo latino medieval jujuba, que adveio pelo grego clássico ζίζυφον (zizyphón).

## Descrição
Trata-se de uma espécie originária das regiões quentes da Ásia. 
É uma pequena árvore, com cerca de 5 a 6 m de altura; o seu tronco é tortuoso, possui ramos pendentes e providos de espinhos erectos, que se desenvolvem em grupos de dois; as folhas são oblongas, lustrosas, alternas e têm cerca de 3 cm de comprimento; e as suas flores são pequenas e apresentam uma coloração amarela. Os seus frutos, designados vulgarmente por açofeifa ou jujuba, são constituídos por drupas de cor vermelha por fora e amarela por dentro quando maduras, são doces e comestíveis.  

## Portugal
Cultiva-se no Algarve, Portugal, para o aproveitamento dos seus frutos, que podem ser consumidos quer em fresco quer em passa. 